# Expansionisme japonès

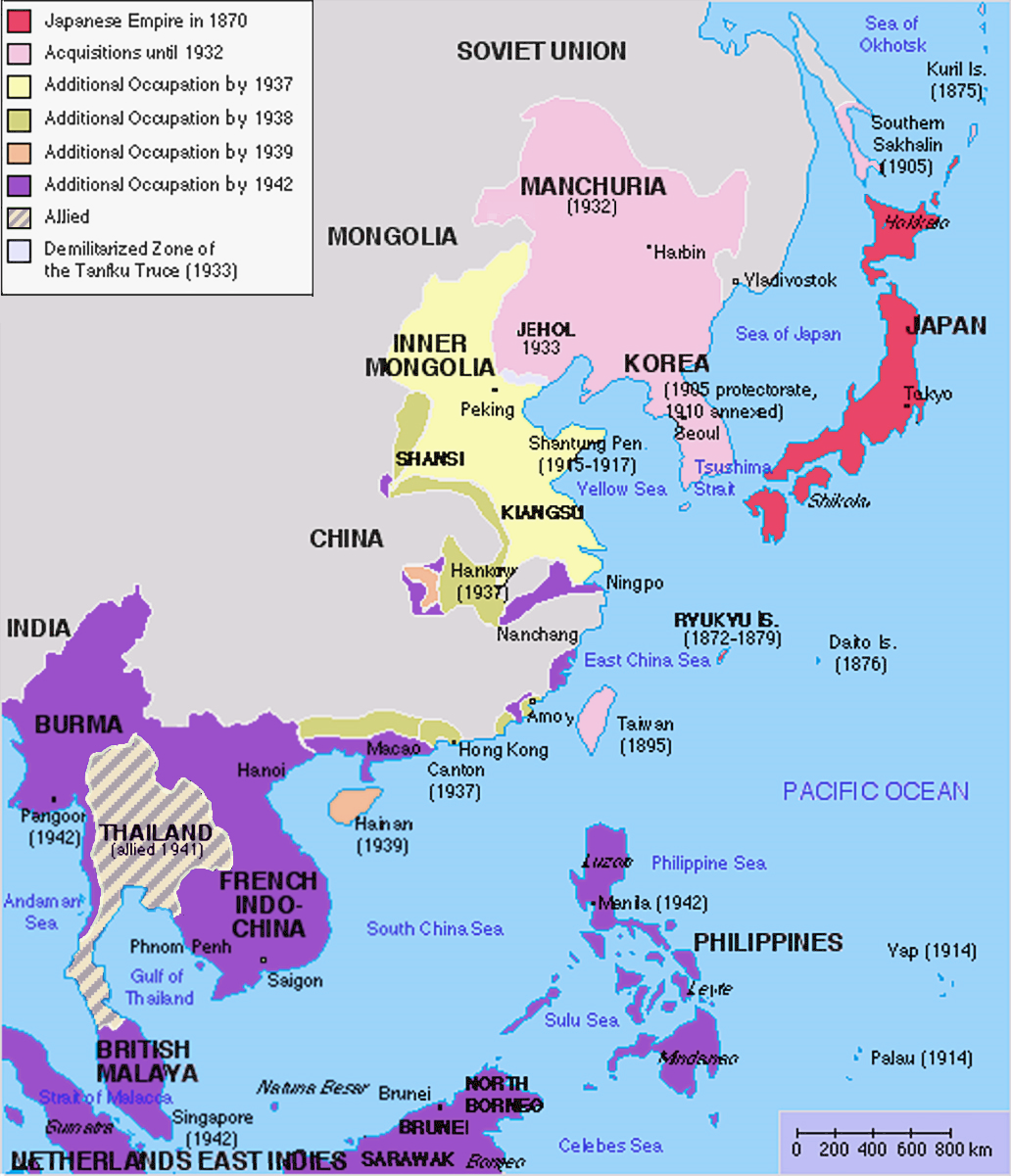
Màxima expansió de l'Imperi Japonès.

L'Expansionisme japonès  va ser la ideologia nacionalista japonesa que va desenvolupar i es reflecteix en els primers signes d'expansionisme polític del país. Al 1894 - 1895, durant la Primera Guerra Sinojaponesa militarment derrotant l'imperi xinès: la guerra va acabar amb el Tractat de Shimonoseki, pel qual Japó annexa a Taiwan i diversos altres territoris, també el protectorat japonès de Corea, que la Xina va haver de reconèixer la independència. El pressupost del govern japonès va augmentar bruscament entre 1893 i 1897 de 89 a 240,5 milions de iens dels quals el 55% és en l'últim any dedicat al pressupost de defensa.
Al 1904 - 1905, la Guerra Russojaponesa va acabar amb la victòria del Japó sobre la Rússia imperial: a la vegada que va preservar el seu domini de Corea i els seus interessos econòmics a Manxúria, Japó s'auto proclama com una gran potència mundial, capaç de derrotar militarment un país occidental líder. La major participació del Japó en la repressió de la Rebel·lió dels bòxers i l'establiment del protocol de pau dels boxers el permeten a l'Imperi japonès enfortir encara més la seva influència a la Xina.
Políticament, cobreix el període des de l'Ordre de la Restauració el 3 de gener de 1868, passant per l'expansió del Japó per l'oceà Pacífic i l'oceà Índic, fins a la rendició formal el 2 de setembre de 1945, quan es va signar l'Instrument de Rendició. Durant aquest període de 77 anys va ser governat per l'Emperador del Japó Tennō, el que va seguir una política imperialista. Constitucionalment, es refereix al període del 29 de novembre de 1890 fins al 3 de maig de 1947.

## Primera Guerra Sinojaponesa

Principals batalles i moviments de tropes en la Primera Guerra Sinojaponesa.

Abans de la seva participació en la Primera Guerra Mundial, l'Imperi del Japó va lluitar a dues guerres importants després del seu establiment durant la Restauració Meiji. La primera va ser la Primera guerra sinojaponesa, van lluitar entre 1894 i 1895. La guerra va girar al voltant de la qüestió de control i la influència sobre Corea en el marc de l'imperi de la Dinastia Joseon. Una rebel·lió de camperols havia portat a una petició formulada pel govern coreà de la Xina per enviar tropes a estabilitzar la regió. L'Imperi del Japó va respondre mitjançant la tramesa de les seves tropes cap a Corea per establir un govern titella a Seül. La Xina es va oposar i va tenir lloc la guerra subsegüent. En una breu aventura amb tropes de terra japoneses d'encaminament de les forces xineses al Liaodong, i la destrucció de prop de la marina de la Xina en la batalla del riu Yalu. La Xina es va veure obligada a signar el Tractat de Shimonoseki, en què va cedir part de Manxúria i l'Illa de Formosa al Japó. Després d'aquesta guerra, el domini en la regió va passar de la Xina al Japó.

## Guerra Russojaponesa

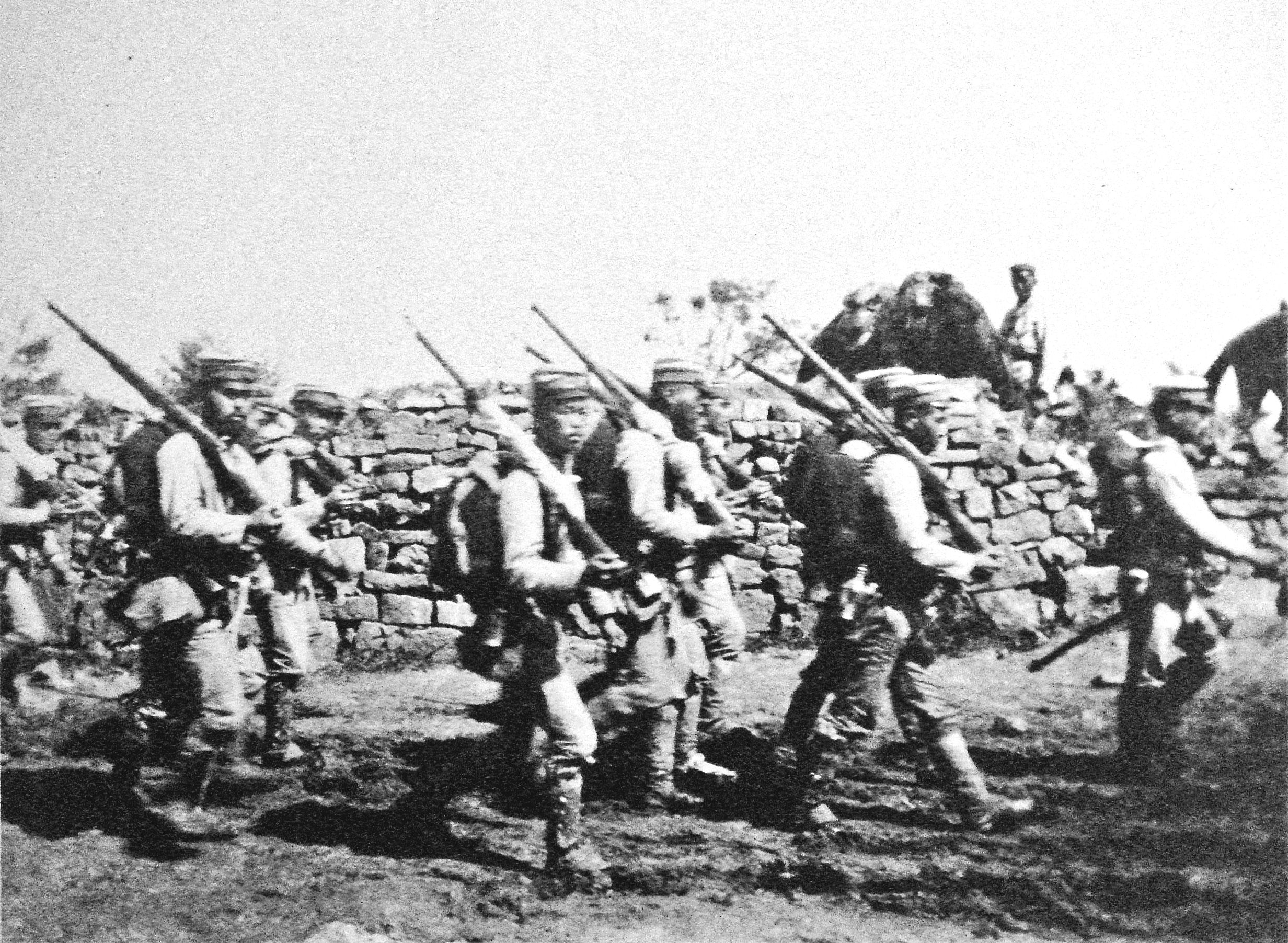
Soldats japonesos prop de Inchon, Corea, agost-setembre de 1904.

La Guerra russojaponesa (Русско -японская война en rus, 日露戦争, Nichirosensō en japonès) (8 de febrer de 1904 - 5 de setembre de 1905) va ser un conflicte sorgit per les ambicions imperialistes rivals de la Rússia Imperial i el Japó a Manxúria i Corea. Els principals escenaris del conflicte van ser l'àrea prop de la península de Liaodong i Mukden, els mars de Corea i Japó i la mar Groga.
Els russos cercaven un port d'aigües càlides a l'oceà Pacífic per a ús de la seva Armada i per a comerç marítim, El port de Vladivostok només podia funcionar durant l'estiu, però Port Arthur (Xina) seria capaç de mantenir-se funcionant tot l'any.
Després de la Primera Guerra Sinojaponesa (1894-1895), el tractat de Shimonoseki li va concedir al Japó l'illa de Taiwan, així com el protectorat sobre Corea i la península de Liaodong. Posteriorment Japó es va veure obligat a lliurar Port Arthur a Rússia. Al 1903, les negociacions entre Rússia i Japó van resultar inútils, així que Japó va decidir entrar en guerra per mantenir el seu domini exclusiu de Corea.
Les campanyes resultants, en les quals l'Exèrcit imperial japonès va aconseguir obtenir diverses victòries de manera consistent sobre els seus oponents russos, va ser un fet inesperat per a molts en el món, doncs va ser la primera vegada que un poble no caucàsic s'enfrontava i vencia una potència imperialista europea. Aquestes victòries transformarien dràsticament l'equilibri de poder a l'Àsia oriental, el que donaria com a resultat la consolidació del Japó com a país important a l'escenari mundial. Les vergonyoses derrotes van generar insatisfacció en els russos amb el seu corrupte i ineficient govern tsarista, i van ser una de les principals causes de la Revolució russa de 1917.

## Tractat de Portsmouth

Tractat de Portsmouth el 1905.

El comandament rus a l'Extrem Orient, format per l'almirall Yevgeni Alekséyev i el general Alekséi Kuropatkin, era incompetent i les seves tropes, insuficients. Els reforços arribaven des de la Rússia europea en el ferrocarril Transsiberià de via única, molt lent i interromput a l'alçada del llac Baikal. Aquestes i d'altres raons, com l'ata] per sorpresa del Japó, van implicar que la guerra resultés en una sorprenent victòria japonesa, el que el va convertir en una potència mundial a tenir en compte.
Rússia es veu obligada a negociar. El resultat: la humiliació d'una nació occidental. Es va concloure un armistici entre els dos governs: encara que els russos es troben molt afeblits per la Revolució de 1905, les finances japoneses estan completament exhaurides i l'Imperi nipó ja no disposa dels mitjans per destruir completament el gruix de les tropes russes de l'Extrem Orient. S'organitza una conferència de pau a Portsmouth (EUA) el 5 de setembre de 1905, gràcies a la mediació del president dels Estats Units Theodore Roosevelt. Les clàusules contenen les següents estipulacions: Rússia ha de reconèixer la preeminència dels interessos del Japó a Corea; cedeix al vencedor el seu arrendament de la península de Liaodong, la seva base de Port Arthur, el ferrocarril meridional de Manxúria i la meitat sud de l'illa de Sajalín. Tots dos països, de comú acord, es comprometen a restituir Manxúria a la Xina. Malgrat la insistència del Japó, no es preveu cap indemnització.

### Primera Guerra Mundial

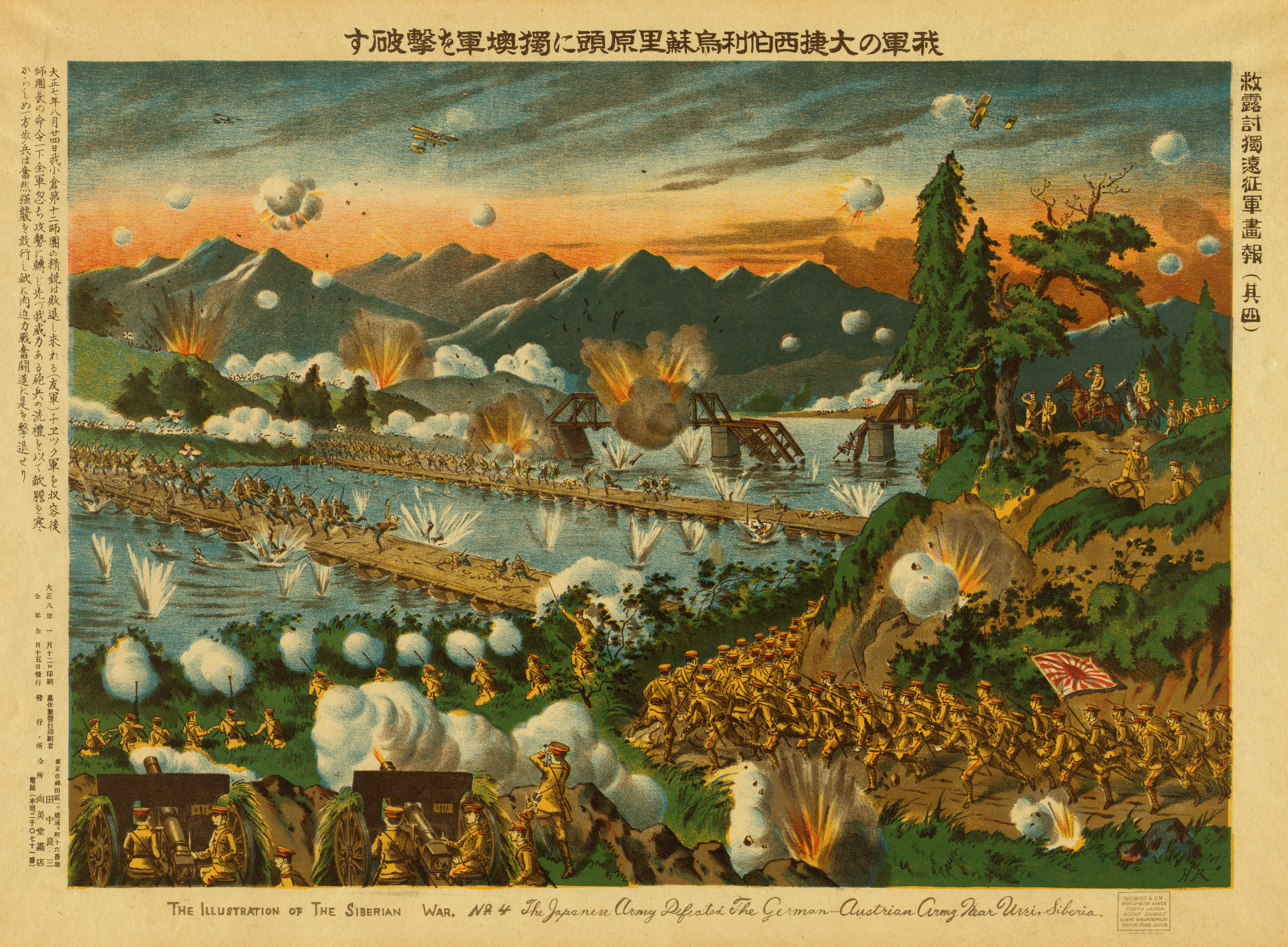
Batalla de Tsingtao.

Japó va entrar a la Primera Guerra Mundial el 1914, aprofitant la guerra d'Alemanya a Europa i volent ampliar la seva esfera d'influència a la Xina. Japó va declarar la guerra a Alemanya el 23 d'agost de 1914 i ràpidament va ocupar els territoris d'Alemanya: ocupats a la província de Shandong a la Xina i les illes Mariannes, les illes Carolines, les Illes Marshall, l'arxipèlag de Palau i les restants de l'antiga Micronèsia espanyola que van passar de sobirania a Alemanya i posteriorment als Estats Units d'Amèrica en el Pacífic, que són part de Nova Guinea alemanya. La batalla de Tsingtao, una ràpida invasió de la colònia alemanya de Jiaozhou (Kiautscho) va donar bons resultats i les tropes alemanyes colonials es van rendir el 7 de novembre de 1914.
Al costat del Japó es trobaven els aliats occidentals, en particular Gran Bretanya, molt implicats en la guerra a Europa, que va sol·licitar més territori per consolidar la seva posició a la Xina mitjançant la presentació de la vintena una, exigeix a la Xina el gener de 1915. A més a més de l'ampliació del seu control sobre les explotacions d'Alemanya, Manxúria i Mongòlia Interior, el Japó va sol·licitar també la propietat conjunta d'un important complex miner i metal·lúrgic en el centre de la Xina, la prohibició a la Xina de qualsevol cessió o arrendament de les zones costaneres a una tercera potència. Les exigències del Japó en diversos temes polítics, econòmics i militars pretenien reduir a la Xina a simple protectorat japonès. En vista de la lentitud de les negociacions amb el govern xinès, del sentiment antinipó generalitzat en el país i de la condemna internacional, Japó va retirar l'últim grup de demandes, i els tractats es van signar al maig de 1915.

### Manxúria

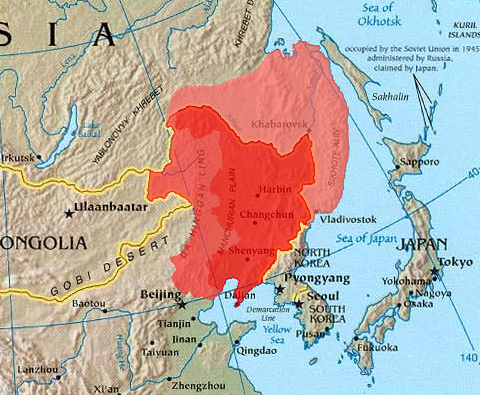
Manxúria rusa (o exterior) és la regió de la part superior dreta acolorida en rosat; pròxima a aquesta es troba la península de Liaodong, estenent-se dins de la mar Groga.

Amb poca resistència, el Japó va envair i va conquerir tota la península de Manxúria el 1931. Japó va afirmar que aquesta invasió va ser una alliberació dels Manxús del jou xinès, encara que la majoria de la població estava constituïda per xinesos Han. Japó va establir aleshores un règim titella anomenat Mengkukuo, instal·lat i l'exemperador de la Xina, Pu Yi, com l'oficial cap d'Estat. Jehol, un territori xinès limítrofs de Manxúria, també va ser pres el 1933. Aquest règim titella va ser ideat per portar a terme una campanya propagandística de pacificació en contra de l'antijaponesa, per part dels Voluntaris d'exèrcits a Manxúria. Al 1936, Japó va crear un estat titella mongol a Mongòlia Interior, Mengkukuo (en xinès: 蒙疆), que va ser predominantment, novament, xinès.

### Segona Guerra sinojaponesa
La Segona Guerra sinojaponesa va veure augmentar les tensions entre el Japó Imperial i els Estats Units; esdeveniments com ara l'Incident del Panay i la [Carnisseria | Mortaldat | Matança] de Nankín van predisposar a l'opinió pública nord-americana contra el Japó. Amb l'ocupació de la Indoxina francesa dels anys de 1940-1941 i la continuació de la guerra a la Xina, els Estats Units van embargar al Japó materials estratègics, com ara la ferralla i el petroli, que eren summament necessaris per al seu esforç de guerra. Els japonesos s'enfronten amb l'opció de retirar-se de la Xina i de perdre la seva influència, o la captura i obtenció de noves fonts de primeres matèries a les colònies riques en recursos del sud-est de l'Àsia controlades per les potències europees - específicament la Malàisia britànica i les Índies Orientals Neerlandeses.

### Pacte Tripartit
El 27 de setembre de 1940, l'Imperi japonès (representat per Saburo Kuruzu) va signar el Pacte Tripartit amb l'Alemanya nazi, (representada per Adolf Hitler) i el Regne d'Itàlia (representada per Galeazzo Ciano), estant els seus objectius «establir i mantenir un nou ordre de les coses» a les seves respectives regions del món i esferes d'influència, amb l'Alemanya nazi a Europa, Japó imperial a l'Àsia i el Regne d'Itàlia al nord de l'Àfrica. Els signants d'aquesta aliança són coneguts com les Potències de l'Eix. El pacte també demana assistència mútua si alguna de les potències fos atacada per un país fins i tot no implicat en la guerra, llevat de la Unió Soviètica, i de la tecnologia i la cooperació econòmica entre els signants.
El 31 de desembre de 1940, Yosuke Matsuoka va dir a un grup d'empresaris jueus que ell era «l'home responsable de l'aliança amb Adolf Hitler, però enlloc he promès que portaria a terme les seves polítiques antisemites al Japó. No es tracta simplement de la meva opinió personal, és l'opinió del Japó, i no tinc cap[objecció en anunciar-la al món».

### Segona Guerra Mundial
El començament de la Segona Guerra Mundial, al setembre de 1939, va donar al Japó una nova oportunitat per estendre's per Sud-est asiàtic, després d'haver assolit a diversos acords diplomàtics. El setembre del 1940 Japó va establir una aliança tripartita amb Alemanya i Itàlia, el denominat Eix Roma-Berlín-Tokyo, que assegurava ajut mutu i total durant un període de deu anys. Tanmateix, Japó va considerar que el pacte signat el 1939 entre Alemanya i l'URSS havia alliberat l'Imperi de qualsevol obligació contreta en l'aliança anticomunista de 1936. Per tant, per l'abril de 1941, Japó va signar un pacte de neutralitat amb l'URSS, que garantia la protecció del nord de Dongbei-Pingyuan.
Al mateix temps, Japó va intentar obtenir acords econòmics i polítics a les Índies Orientals Neerlandeses. Aquestes accions van provocar l'embargament de petroli dels Estats Units i van incrementar l'hostilitat entre tots dos països, força fort des de la invasió japonesa de la Xina en 1937. A l'octubre de 1941 el general Hideki Tojo; es va convertir en el primer ministre japonès i ministre de guerra, el que no va afavorir la normalització de les relacions.
El 7 de desembre de 1941 (diumenge) sense avís i mentre encara s'estaven celebrant negociacions entre els diplomàtics dels Estats Units i japonesos, diverses onades d'avions japonesos van bombardejar Pearl Harbor, a Hawaii, la principal base naval dels Estats Units al Pacífic (veure Atac a Pearl Harbor); poc després es van llançar atacs simultanis contra Filipines, l'illa de Guam, illes Wake i illes Midway, Hong Kong, Malàisia britànica i Tailàndia. El 8 de desembre (dilluns), Estats Units va declarar la guerra al Japó després de la declaració del president Franklin D.Roosevelt al senat, a l'igual de la resta dels poders aliats, excepte l'URSS.
Al desembre de 1941, Japó va envair Tailàndia, al govern de la qual va obligar a signar un tractat d'aliança. Les tropes japoneses van ocupar Birmània, Malàisia britànica, Borneo, Hong Kong i les Índies Orientals Neerlandeses. Al maig de 1942, les Filipines van caure en mans nipones. Tornant-se cap a Austràlia i Nova Zelanda, les forces japoneses van desembarcar a Nova Guinea, Nova Anglaterra i les illes Salomó. Un destacament especial japonès també va envair i va ocupar Attu, Agattu i Kiska a les Illes Aleutianes enfront de la costa d'Alaska, a l'Amèrica del Nord. Al final, la guerra es va convertir en una lluita naval pel control de les vastes extensions de l'oceà Pacífic.